# The Queen of Basketball
The Queen of Basketball é um documentário em curta-metragem estadunidense de 2021 de Ben Proudfoot sobre a lenda do basquete Lusia Harris. Estreou no Festival de Cinema de Tribeca em 10 de junho de 2021 e ganhou o Oscar de melhor documentário de curta-metragem.

## Enredo
Lusia Harris reflete sobre seu tempo como estrela do basquete universitário, durante o qual ela e seu time, a Delta State University, venceram três campeonatos nacionais e ganhou uma medalha de prata com a seleção nacional feminina de basquete dos Estados Unidos nos Jogos Olímpicos de Verão de 1976. Sua carreira de jogadora terminou após sua formatura, já que a WNBA só seria fundada em 1996; foi-lhe oferecida a oportunidade única de fazer um teste para o New Orleans Jazz (mais tarde Utah Jazz) da NBA, mas recusou, preferindo se concentrar em criar uma família. Ela então retornaria à Delta State University como técnica principal da equipe feminina.

## Prêmios e indicações
| Prêmio                             | Data da cerimônia      | Categoria                             | Resultado | Ref.                     |
| ---------------------------------- | ---------------------- | ------------------------------------- | --------- | ------------------------ |
| Nashville Film Festival            |                        | Melhor documentário em curta-metragem | Indicado  |                          |
| Palm Springs ShortFest             |                        | Melhor documentário em curta-metragem | Venceu    |                          |
| Critics' Choice Documentary Awards | 14 de novembro de 2021 | Melhor documentário em curta-metragem | Venceu    |                          |
| Oscar                              | 27 de março de 2022    | Melhor documentário em curta-metragem | Venceu    | [ 9 ] [ 4 ] [ 5 ] [ 10 ] |
| Peabody Awards                     | 6–9 de junho de 2022   | Melhor documentário                   | Indicado  | [ 11 ] [ 12 ]            |